# CD45
CD45 (Cúmulo de diferenciación 45 o cluster of differentiation 45 en inglés) es una proteína tirosina fosfatasa que se encuentra presente en todos los leucocitos, con una mayor expresión en los linfocitos. Se estima que CD45 ocupa un 10% del área de la superficie celular de linfocitos B y T.
También denominado antígeno común de leucocitos, CD45 pertenecen a una familia compleja de glicoproteínas de alto peso molecular (180 - 220 kDa) y posee actividad tirosín-fosfatasa jugando un rol importante en la regulación de la diferenciación celular. Son producidos como múltiples isoformas que resultan del splicing alternativo (corte y empalme alternativo) del ARNm. El splicing alternativo genera hasta ocho isoformas de CD45, cinco de las cuales son expresadas en células T.
Todos los leucocitos expresan antígeno CD45: linfocitos expresan altos niveles de CD45, monocitos expresan niveles intermedios de CD45, mientras granulocitos expresan bajos niveles de CD45.

## Importancia clínica
La sobreexpresión o baja expresión de CD45 parece dar lugar a un número de enfermedades. Por ejemplo: una pérdida de expresión de CD45 se reporta en <10% de pacientes con leucemia linfoblástica aguda; la expresión de CD45 también es perdida en pacientes con linfoma de Hodgkin y mielomas múltiples. Algunos pacientes con esclerosis múltiple y LES (lupus eritematoso sistémico) también muestran alterada la expresión de isoformas CD45 en células T CD4+.

## Utilidad
La utilidad en la tipificación celular a través del antígeno CD45 se basa en que es una proteína expresada de manera constitutiva en todas las células hematopoyéticas, que incrementa su densidad en los estadios finales de la hematopoyesis en los diferentes linajes celulares leucocitarios y permanece de manera estable en células maduras.
Se sabe que la intensidad de expresión de CD45 no es la misma en todos los leucocitos normales, lo mismo que en las diferentes neoplasias hematológicas, situación que contribuye a la distinción entre los diferentes tipos celulares presentes y a la identificación de pequeñas poblaciones de células.
El estudio de la expresión de este antígeno de superficie por Citometría de flujo es de particular importancia ya que permite distinguir el linaje celular y también inferir el estadio de maduración de la mayoría de las células hematopoyéticas.